# Mutriku
Mutriku település Spanyolországban, Gipuzkoa tartományban. Mutriku Berriatua, Markina-Xemein, Mendaro és Deba községekkel határos. Lakosainak száma 5281 fő (2024).

## Népesség
A település népessége az utóbbi években az alábbiak szerint változott:
| Lakosok száma | 4807 | 4752 | 4795 | 4979 | 5029 | 5293 | 5329 | 5333 | 5284 | 5281 |
|               | 2001 | 2004 | 2006 | 2009 | 2011 | 2014 | 2016 | 2019 | 2021 | 2024 |